# António Alberto Bastos Pimparel
António Alberto Bastos Pimparel, meglio noto come Beto (Lisbona, 1º maggio 1982), è un ex calciatore portoghese, di ruolo portiere. Con la nazionale portoghese ha vinto la UEFA Nations League 2018-2019.

## Carriera

### Club
Dopo aver completato la trafila nelle giovanili dello Sporting Lisbona, diventa terzo portiere della prima squadra nella stagione 2001-2002, scendendo in campo solo una volta. Nel 2003 si trasferisce in prestito al Casa Pia, e al suo ritorno a Lisbona continua a non trovare spazio.
Dopo una stagione al Chaves e una in prestito al Marco, entrambi club della seconda divisione portoghese, Beto nel 2006 si trasferisce al Leixões, dove trova un posto da titolare e conquista la promozione in Primeira Liga. Nel marzo 2009, prima del termine della stagione, firma un contratto di quattro anni e 750.000 euro a stagione per il Porto, in cui si trasferisce nel giugno successivo. Abile nei rigori, nel 2010, con i colori del Porto, parò 5 rigori in una partita di Coppa nazionale contro il Belenenses. Nella stagione 2011-12 Beto passa in prestito al CFR Cluj, e la stagione successiva firma un contratto di due anni per il Braga.
Il 30 gennaio 2013 viene ceduto in prestito con diritto di riscatto al Siviglia, club andaluso alla ricerca di un sostituto dopo la partenza di Diego López al Real Madrid.
Gioca la prima partita il giorno dopo il suo arrivo, approfittando dell'infortunio di Andrés Palop, nella sconfitta per 1-2 di Coppa del Re di andata contro l'Atlético Madrid. Il suo debutto in campionato avviene il 3 febbraio 2013, nella vittoria sul Rayo Vallecano per 2-1.
La notte del 14 maggio 2014, durante i calci di rigore della finale di UEFA Europa League 2013-2014 para il secondo ed il terzo rigore del Benfica regalando così la vittoria al Siviglia. Il 6 aprile 2015 rinnova il suo contratto per altre due stagioni, con opzione per il terzo anno. Il 31 maggio 2016 si svincola dal club biancorosso.

### Nazionale
Dopo qualche apparizione in Under-21 nel 2003, Beto debutta nella nazionale maggiore il 10 giugno 2009 nell'amichevole contro l'Estonia terminata sul punteggio di 0-0. Resta nel giro della nazionale tra il 2009 e il 2012, senza praticamente mai scendere in campo.
L'11 maggio 2010 Carlos Queiroz lo inserisce nella lista dei 23 giocatori per i Mondiali in Sudafrica.
È convocato anche per i Mondiali in Brasile dove, con i suoi 32 anni, è il più "anziano" tra i tre portieri chiamati.

## Statistiche

### Presenze e reti nei club
| Stagione        | Squadra         | Campionato      | Campionato | Campionato | Coppe nazionali | Coppe nazionali | Coppe nazionali | Coppe continentali | Coppe continentali | Coppe continentali | Altre coppe | Altre coppe | Altre coppe | Totale | Totale |
| Stagione        | Squadra         | Comp            | Pres       | Reti       | Comp            | Pres            | Reti            | Comp               | Pres               | Reti               | Comp        | Pres        | Reti        | Pres   | Reti   |
| --------------- | --------------- | --------------- | ---------- | ---------- | --------------- | --------------- | --------------- | ------------------ | ------------------ | ------------------ | ----------- | ----------- | ----------- | ------ | ------ |
| 2006-2007       | Leixões         | SL              | 28         | -21        | CP+CdL          | 3+0             | -?+0            | -                  | -                  | -                  | -           | -           | -           | 31     | -21+   |
| 2007-2008       | Leixões         | PL              | 26         | -32        | CP+CdL          | 3+1             | -? + -1         | -                  | -                  | -                  | -           | -           | -           | 30     | -33+   |
| 2008-2009       | Leixões         | PL              | 30         | -31        | CP+CdL          | 4+0             | -?+0            | -                  | -                  | -                  | -           | -           | -           | 34     | -31+   |
| Totale Leixões  | Totale Leixões  | Totale Leixões  | 84         | -84        |                 | 11              | -1+             | -                  | -                  | -                  | -           | -           | -           | 95     | -85+   |
| 2009-2010       | Porto           | PL              | 6          | -6         | CP+CdL          | 6+0             | -5 + 0          | UCL                | 1                  | -1                 | SP          | -           | -           | 13     | -12    |
| 2010-2011       | Porto           | PL              | 6          | -7         | CP+CdL          | 4+1             | -4 + -2         | UEL                | 1                  | -2                 | SP          | -           | -           | 12     | -15    |
| Totale Porto    | Totale Porto    | Totale Porto    | 12         | -13        |                 | 11              | -11             |                    | 2                  | -3                 |             | -           | -           | 25     | -27    |
| 2011-2012       | Cluj            | Liga I          | 27         | -24        | CR              | 0               | 0               | -                  | -                  | -                  | -           | -           | -           | 27     | -24    |
| 2012-gen. 2013  | SC Braga        | PL              | 15         | -20        | CP+CdL          | 0               | 0               | UCL                | 7                  | -13                | -           | -           | -           | 22     | -33    |
| gen.-giu. 2013  | Siviglia        | PD              | 14         | -21        | CR              | 2               | -4              | -                  | -                  | -                  | -           | -           | -           | 16     | -25    |
| 2013-2014       | Siviglia        | PD              | 33         | -46        | CR              | 0               | 0               | UEL                | 10                 | -8                 | -           | -           | -           | 43     | -54    |
| 2014-2015       | Siviglia        | PD              | 18         | -19        | CR              | 1               | 0               | UEL                | 5                  | -5                 | SU          | 1           | -2          | 25     | -26    |
| 2015-2016       | Siviglia        | PD              | 4          | -8         | CR              | 0               | 0               | UCL+UEL            | 0                  | 0                  | SU          | 1           | -5          | 5      | -13    |
| Totale Siviglia | Totale Siviglia | Totale Siviglia | 69         | -94        |                 | 3               | -4              |                    | 15                 | -13                |             | 2           | -7          | 89     | -118   |
| Totale carriera | Totale carriera | Totale carriera | 207+       | -235+      |                 | 25+             | -16++           |                    | 24                 | -29                |             | 2           | -7          | 258+   | -287++ |

### Cronologia presenze e reti in nazionale
| Cronologia completa delle presenze e delle reti in nazionale ― Portogallo | Cronologia completa delle presenze e delle reti in nazionale ― Portogallo | Cronologia completa delle presenze e delle reti in nazionale ― Portogallo | Cronologia completa delle presenze e delle reti in nazionale ― Portogallo | Cronologia completa delle presenze e delle reti in nazionale ― Portogallo | Cronologia completa delle presenze e delle reti in nazionale ― Portogallo | Cronologia completa delle presenze e delle reti in nazionale ― Portogallo | Cronologia completa delle presenze e delle reti in nazionale ― Portogallo |
| Data                                                                      | Città                                                                     | In casa                                                                   | Risultato                                                                 | Ospiti                                                                    | Competizione                                                              | Reti                                                                      | Note                                                                      |
| ------------------------------------------------------------------------- | ------------------------------------------------------------------------- | ------------------------------------------------------------------------- | ------------------------------------------------------------------------- | ------------------------------------------------------------------------- | ------------------------------------------------------------------------- | ------------------------------------------------------------------------- | ------------------------------------------------------------------------- |
| 10-6-2009                                                                 | Tallinn                                                                   | Estonia                                                                   | 0 – 0                                                                     | Portogallo                                                                | Amichevole                                                                | -                                                                         |                                                                           |
| 26-5-2012                                                                 | Leiria                                                                    | Portogallo                                                                | 0 – 0                                                                     | Macedonia                                                                 | Amichevole                                                                | -                                                                         |                                                                           |
| 15-8-2012                                                                 | Faro                                                                      | Portogallo                                                                | 2 – 0                                                                     | Panama                                                                    | Amichevole                                                                | -                                                                         | 61’                                                                       |
| 14-11-2012                                                                | Libreville                                                                | Gabon                                                                     | 2 – 2                                                                     | Portogallo                                                                | Amichevole                                                                | -2                                                                        |                                                                           |
| 14-8-2013                                                                 | Faro                                                                      | Portogallo                                                                | 1 – 1                                                                     | Paesi Bassi                                                               | Amichevole                                                                | -1                                                                        |                                                                           |
| 5-3-2014                                                                  | Leiria                                                                    | Portogallo                                                                | 5 – 1                                                                     | Camerun                                                                   | Amichevole                                                                | -1                                                                        | 46’                                                                       |
| 31-5-2014                                                                 | Oeiras                                                                    | Portogallo                                                                | 0 – 0                                                                     | Grecia                                                                    | Amichevole                                                                | -                                                                         | 46’                                                                       |
| 22-6-2014                                                                 | Manaus                                                                    | Stati Uniti                                                               | 2 – 2                                                                     | Portogallo                                                                | Mondiali 2014 - 1º turno                                                  | -2                                                                        |                                                                           |
| 26-6-2014                                                                 | Brasilia                                                                  | Portogallo                                                                | 2 – 1                                                                     | Ghana                                                                     | Mondiali 2014 - 1º turno                                                  | -1                                                                        | 89’                                                                       |
| 18-11-2014                                                                | Manchester                                                                | Argentina                                                                 | 0 – 1                                                                     | Portogallo                                                                | Amichevole                                                                | -                                                                         |                                                                           |
| 16-6-2015                                                                 | Ginevra                                                                   | Italia                                                                    | 0 – 1                                                                     | Portogallo                                                                | Amichevole                                                                | -                                                                         |                                                                           |
| 14-11-2017                                                                | Leiria                                                                    | Portogallo                                                                | 1 – 1                                                                     | Stati Uniti                                                               | Amichevole                                                                | -1                                                                        |                                                                           |
| 23-3-2018                                                                 | Zurigo                                                                    | Portogallo                                                                | 2 – 1                                                                     | Egitto                                                                    | Amichevole                                                                | -1                                                                        |                                                                           |
| 2-6-2018                                                                  | Bruxelles                                                                 | Belgio                                                                    | 0 – 0                                                                     | Portogallo                                                                | Amichevole                                                                | -                                                                         |                                                                           |
| 14-10-2018                                                                | Londra                                                                    | Scozia                                                                    | 1 – 3                                                                     | Portogallo                                                                | Amichevole                                                                | -                                                                         | Cap. 86’                                                                  |
| 20-11-2018                                                                | Guimarães                                                                 | Portogallo                                                                | 1 – 1                                                                     | Polonia                                                                   | UEFA Nations League 2018-2019 - 1º turno                                  | -1                                                                        |                                                                           |
| Totale                                                                    |                                                                           | Presenze                                                                  | 16                                                                        |                                                                           | Reti                                                                      | -10                                                                       |                                                                           |

## Palmarès

### Club

#### Competizioni nazionali
- Liga de Honra: 1

Leixões: 2006-2007
- Campionato portoghese: 1

Porto: 2010-2011
- Coppa del Portogallo: 2

Porto: 2009-2010, 2010-2011
- Supercoppa di Portogallo: 2

Porto: 2009, 2010
- Campionato rumeno: 1

CFR Cluj: 2011-2012
- Coppa di Lega portoghese: 1

Braga: 2012-2013

#### Competizioni internazionali
- UEFA Europa League: 4

Porto: 2010-2011
Siviglia: 2013-2014, 2014-2015, 2015-2016

### Nazionale
- UEFA Nations League: 1

2018-2019

### Individuale
- Squadra della stagione della UEFA Europa League: 1

2013-2014